# Jean Gréau
Pour les articles homonymes, voir Gréau.
Jean Gréau est un homme politique français né le 11 août 1731 et mort le 17 janvier 1810 à Villeneuve-le-Roi (Yonne).

## Biographie
Négociant et commandant de la garde nationale de Villeneuve-le-Roi, il est élu, le 2 septembre 1791, député de l'Yonne à l'Assemblée législative. Il siège jusqu'au 20 septembre 1792, votant avec la majorité sans paraître à la tribune.

## Sources externes et bibliographiques
- Ressource relative à la vie publique :   - Base Sycomore
- « Jean Gréau », dans Adolphe Robert et Gaston Cougny, Dictionnaire des parlementaires français, Edgar Bourloton, 1889-1891 [détail de l’édition] [texte sur Sycomore]